# Keadue
Keadue, officiellement Keadew, (en irlandais : Céideadh), est un village du comté de Roscommon, en Irlande.

## Situation
La localité est située sur les routes R284 et R285, près des frontières du comté de Leitrim et du comté de Sligo .

## Tourisme
Le château Kilronan se trouve sur les rives du Lough Meelagh qui borde la ville. Autrefois en ruines, le château a été restauré et transformé en hôtel en 2008.
Keadue a remporté deux fois le prix national de l'Irish Tidy Towns Competition en 1993 et 2003, ainsi que de nombreux prix dans le classement par comté.

### Événements
Le village organise chaque année un festival et une école d’été O'Carolan Harp pour commémorer la vie et l'œuvre de l'artiste-compositeur, inhumé localement.

## Personnalités liées à la commune
Keadue est le lieu de sépulture du harpiste irlandais Turlough O'Carolan.